# Tinodes tohmei
Tinodes tohmei là một loài Trichoptera trong họ Psychomyiidae. Chúng phân bố ở miền Cổ bắc.